# Acrocera obscura
Acrocera obscura är en tvåvingeart som beskrevs av Gil Collado 1929. Acrocera obscura ingår i släktet Acrocera och familjen kulflugor.
Artens utbredningsområde är Spanien. Inga underarter finns listade i Catalogue of Life.